# Dado Cavalcanti
Luis Eduardo Barros „Dado“ Cavalcanti (* 15. Juli 1981 in Arcoverde) ist ein brasilianischer Fußballtrainer.

## Karriere
Im Februar 2018 wurde Cavalcanti zum dritten Mal als Trainer beim Paysandu SC eingestellt. Der Kontrakt erhielt eine Laufzeit bis Dezember des Jahres. Nach einem unbefriedigenden Start in die Série B 2018 erfolgte im Juli seine vorzeitige Entlassung.
Zwischen April 2019 und März 2020 trainierte Cavalcanti die U23-Mittelfeldmannschaft des EC Bahia. Aufgrund der CORONA-Pandemie wurde das Team aufgelöst und Cavalcanti verließ den Klub. Im Oktober desselben Jahres kehrte Cavalcanti nach einer kurzen Zeit bei Ferroviária zu Bahia zurück. Er arbeitete zunächst als Koordinator der Basisdivisionen und Trainer der U–23 Mannschaft. Im Dezember 2020 übernahm er den EC Bahia nach dem 26. Spieltag der Série A 2020. Der Klub hatte seinen Trainer Mano Menezes wegen Rassismus entlassen. Am 8. Mai 2021 konnte Cavalcanti mit Bahia die Copa do Nordeste 2021 gewinnen. Im Rückspiel des Finals gelang der Erfolg im Elfmeterschießen gegen den Ceará SC. Am 17. August 2021 trennte sich der Klub wieder von ihm.
Im Dezember 2021 wurde Cavalcanti beim EC Vitória angekündigt, den Klub für die Saison 2022 zu betreuen. Nach einer negativen Bilanz in der Staatsmeisterschaft von Bahia, verließ er den Klub vorzeitig nach drei Monaten. Am 15. Mai 2022 kam er zum Vila Nova FC, wo er nach dem siebten Spieltag der Série B 2022 Higo Magalhães ersetzte.

## Erfolge
Brazsat
- Distriktmeisterschaft von Brasília Dritte Liga: 2008

Ulbra
- Staatsmeisterschaft von Rondônia: 2006, 2007

Santa Cruz
- Staatspokal von Pernambuco: 2009

Luverdense
- Staatsmeisterschaft von Mato Grosso: 2012

Paysandu
- Copa Verde: 2016, 2018
- Staatsmeisterschaft von Pará: 2016

Bahia
- Copa do Nordeste: 2021